# ادنبرگ (داکوتای شمالی)
ادنبرگ(به انگلیسی: Edinburg) شهری در ایالت داکوتای شمالی کشور ایالات متحده آمریکا است که جمعیت آن در سرشماری سال ۲۰۱۰ میلادی، ۱۹۶ نفر بوده‌است.